# 1201 Pacific
O 1201 Pacific (anteriormente Wells Fargo Plaza) é um arranha-céu de 25 andares e 88 m (290 ft) de altura, localizado em Tacoma, Washington. Atualmente, é o  prédio mais alto de Tacoma, e foi concluído em 1970. Foi construído com a ajuda de investidores como George Weyerhaeuser e Ben Cheney, e foi projetado pela Skidmore, Owings & Merrill.
O edifício de US$ 14 milhões foi anunciado em 1968 e usa terras que foram limpas no âmbito do programa de renovação urbana de Tacoma. Foi originalmente construído para o Banco Nacional de Washington, que foi adquirido em 1970 pelo Pacific National Bank (mais tarde First Interstate Bank of Washington), adquirido em 1996 pela Wells Fargo. Era conhecido como Wells Fargo Plaza até 2016, quando perdeu seus direitos de nomeação.
O edifício, agora de propriedade da Unico Properties, recebeu a certificação LEED Silver em 2011.